# Aliceville
Aliceville – miasto w Stanach Zjednoczonych, w stanie Alabama, w hrabstwie Pickens. W roku 2023 miasto zamieszkiwało 2055 osób, a gęstość zaludnienia wynosiła 177,2 osoby/km².